# Hotel Sant Roc
L'Hotel Sant Roc és un edifici modernista protegit com a Patrimoni Arquitectònic Català del municipi de Solsona. Aquest és un dels establiments hotelers dels quals disposa la ciutat.

## Història

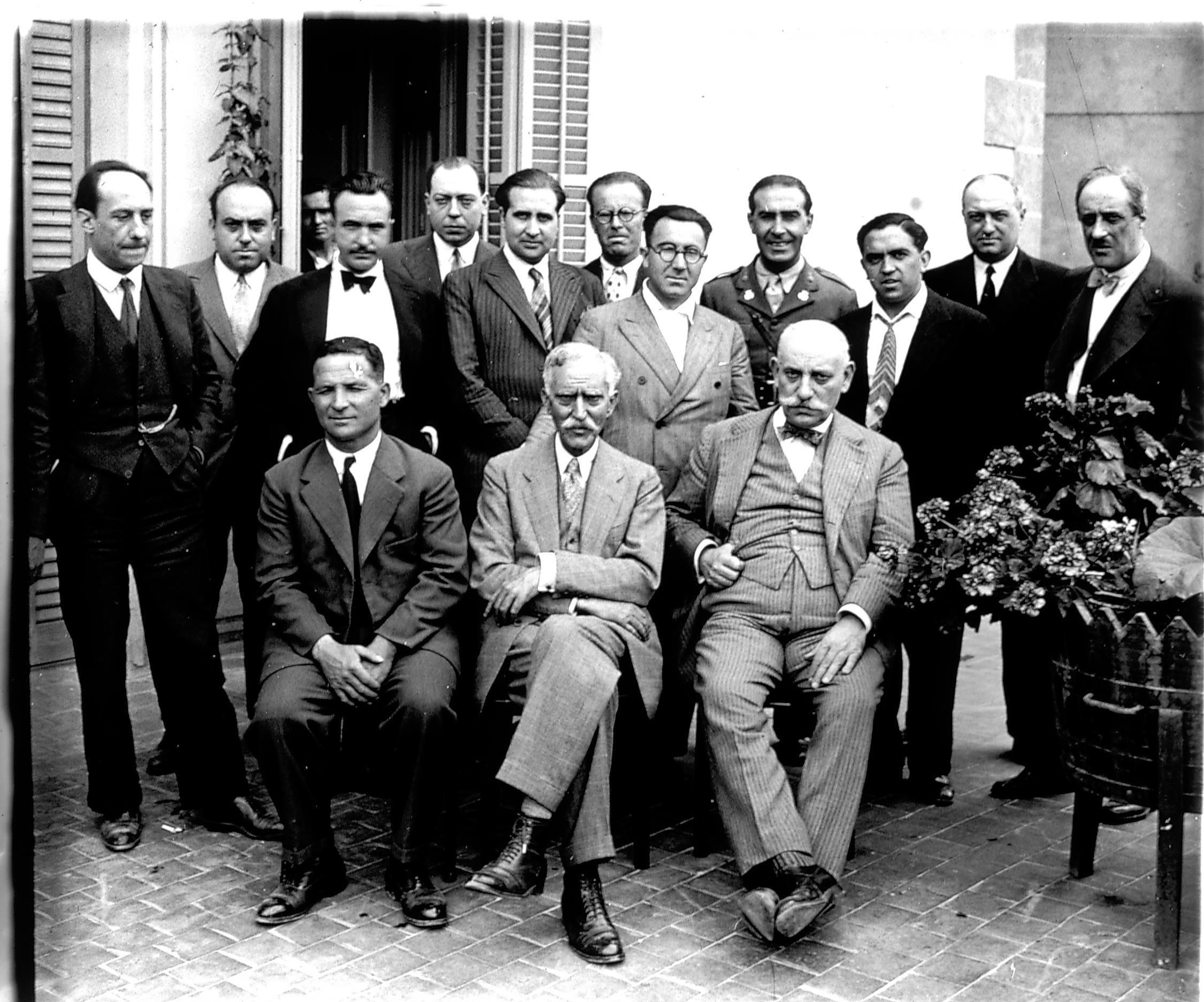
Estada del president Francesc Macià a l'hotel Sant Roc el juny de l'any 1931

L'hotel està situat en un emblemàtic edifici modernista de començaments del segle xx, dissenyat pels prestigiosos arquitectes Ignasi Oms i Bernardí Martorell, i que s'inaugurà el 16 d'agost de l'any 1929. Construït sota els paràmetres de l'arquitectura modernista i de la mà d'Isidre Guitart (fundador també de Transports Galtanegra), va ser un fet extraordinari per a la ciutat.
Ja des dels seus primers anys, personalitats d'arreu de Catalunya, com el president de la Generalitat Francesc Macià, feren estada al Gran Hotel, tal com era qualificat per la premsa barcelonina del moment. En poc temps va adquirir una gran reputació arreu de Catalunya, gràcies a la categoria i prestigi que hom li atribuïa. A llargs dels anys següents, una encertada direcció propicià que fos escenari de moltes manifestacions socioculturals i celebracions, tant de la ciutat com de la comarca.
L'any 2002 es portà a terme una rehabilitació total, i el 15 d'agost de 2004, coincidint amb el 75è aniversari s'inaugurà la segona etapa de l'establiment amb la incorporació de dos restaurants: El Buffi i El Petit Buffi. Actualment (2025) té una categoria de 4 estrelles.

## Descripció
La disposició de la façana principal, sobretot en el frontó triangular del coronament, recorda els models tradicionals del nord d'Europa, de manera especial les cases que voregen els canals d'Amsterdam, i la casa Amatller de Barcelona.
L'edifici té dos cossos, en forma de creu llatina, de planta rectangular i teulada a dues vessants. L'edifici central està orientat est-oest, la façana principal a la cara est, amb el capcer escalonat. Hi ha tres pisos, a part de la planta baixa, els tres amb finestres decorades igual que el capcer i escalonades. A la part inferior, tres grans arcades d'arc apuntat, que donen pas a l'escala de pedra picada que condueix a l'interior de l'edifici.
A la part nord-oest, una torre de grans dimensions que sobresurt per damunt de l'edifici amb una coberta a quatre vessants. A la cara nord-est, una gran terrassa, amb barana de ferro forjat. A la cara sud-est, un mirador amb finestres escalonades i coberta a quatre vessants.
Totes les façanes estan arrebossades i decorades amb decoracions florals de color marró. Hi ha una entrada a la cara sud que dona a un gran pati amb sol de pedra.